# グッドモーニング甲子園
グッドモーニング甲子園（グッドモーニングこうしえん）は、1997年度から2002年度まで朝日放送（ABCテレビ）で放送された、『全国高校野球選手権大会中継』の直前番組である。

## 概要
1996年度以前は『おはよう朝日です』終了後にそのまま中継に入っていたが、1997年からはそれまで8:30飛び乗り放送だった『スーパーモーニング』を8:00から放送するようになったため、試合中継時に8:00から試合開始の8:30までの時間が編成上空くことになり、その間を利用してこの番組が設けられた。
番組は夏の大会期間中、4試合行われる日に放送されていた。ABCテレビのほか、第1試合を中継するANN系列地方局でも放送されることもあった（但し第1試合の中継があっても局によってはネットしなかった）。番組では主に、高校野球の見どころやトピックスなどを伝えていたほか、当日第1試合のアルプス席の様子も伝えていた。
なお、決勝戦当日には姉妹番組『グッドアフタヌーン甲子園』を放送した年もあった。
2002年度の放送を最後に、『おはよう朝日です』の姉妹番組『おはよう朝日・甲子園です』に移行する形で終了した。

## 歴代キャスター
特筆しない場合はABCのアナウンサー。
- 清水次郎
- 小縣裕介
- 枝松順一
- 岩本計介
- 山下剛
- 赤江珠緒
- 高野直子
- 橋詰優子
- 加藤明子
- 小寺右子
- 武田和歌子
- 田中花子
- 川北桃子（出演当時テレビ朝日アナウンサー）